# Ginette Keller
Ginette Marie Henriette Keller (* 16. Mai 1925 in Asnières-sur-Seine; † 27. Juni 2010 in Puteaux) war eine französische Komponistin.

## Leben
Ginette Keller studierte am Pariser Konservatorium bei Nadia Boulanger, Tony Aubin und Olivier Messiaen. 1951 gewann sie mit der Kantate Et l’Homme vit se rouvrir les portes den Second Grand Prix de Rome. Ab 1966 unterrichtete sie Solfège am Conservatoire de Paris, ab 1972 war sie Professorin für Musikanalyse an der École Normale de Musique de Paris.
Neben Werken für Soloinstrumente und kammermusikalische Besetzung vertonte Keller auch zwei Opern nach Libretti von Alain Germain.

## Werke
- Six chants de Lumière et d'Ombre für vier Doppelrohrblattinstrumente, 1965
- Variables, UA 1966
- Chant de Parthénope für Flöte und Klavier, 1968
- Girations für Schlagzeug und Klavier, 1970
- Graphiques für Sopran und Instrumentalensemble UA beim Festival International du Son 1971
- Ebauches für Fagott und Klavier, 1973
- Les Vieilles Dames d'Osnabrück, Oper, UA 1983
- Les adieux d'une cantatrice sans mémoire, Oper, UA 1986
- Vibrations pour harpe celtique, 1990
- Dialogues für Klarinette und Klavier, 1992
- Sept mouvements incantatoires für vier Schlagzeuge, Pauken, Celesta und Streicher
- Paramorphoses für Blasorchester, Klavier und Schlagzeug
- Et l’Homme vit se rouvrir les portes, Kantate
- Dialogues für Klarinette und Klavier
- Tropes für Klavier